# Погребецький Михайло Тимофійович
Погребецький Михайло Тимофійович (1892—1956) — відомий український альпініст. Заслужений майстер спорту з 1939 р.

## Біографія
Народився в Ялуторовську в Сибіру, жив у Харкові, потім у Києві. На першу світову війну пішов добровольцем, будучи студентом Петербурзького медичного інституту. Воював у складі піхотного полку на турецькому фронті. Брав участь в декількох рукопашних боях з супротивником. Одного разу зумів викинути з окопу залетілу туди гранату. Був поранений і контужений, і в 1916 р. звільнений від служби. Нагороджений Георгіївською медаллю і Георгіївським хрестом IV ступеня.
У 20-х рр. ХХ ст. працював у Вищій раді у справах фізкультури і спорту при ВУЦВК, пізніше — викладачем Українського інституту фізичної культури. З 20-х рр. — активний пропагандист гірського туризму й альпінізму, літератор, дослідник «білих плям» Тянь-Шаню, вихователь молодих альпіністів, організатор альпінізму в Україні. З 1939 р. — дійсний член Всесоюзного географічного товариства.
Перші сходження здійснив юнаком у Бернських Альпах влітку 1909 р. Пізніше, в 1916 р., піднімався на вершини в районах Фергани і Алма-Ати. У 1926—1933 рр. здійснив ряд першосходжень на Тянь-Шані. 1929—1936 рр. був ініціатором, організатором і керівником українських експедицій в малодоступні райони Радянського Союзу, головним чином Центрального Тянь-Шаню. Експедиція 1929 р. обстежила льодовик Південний Інилчек і безпосередні підступи до Хан-Тенгрі, що вважався тоді вищою точкою Тянь-Шаню. У 1931 р. основним завданням експедиції було сходження на Хан-Тенгрі. Незважаючи на відсутність досвіду висотних сходжень і важкі метеорологічні умови, це завдання вдалося здійснити: 11 вересня 1931 р. вершини по південному схилу досягли М. Погребецький, Борис Тюрін і Франц Зауберер.
В експедиціях велися і науково-дослідні роботи, в них брали участь учені, проводилися топографічні зйомки, геоморфологічні та геологічні дослідження. Експедиція 1932 р. працювала за програмою II Міжнародного полярного року.
У 1934 р. М. Погребецькому в числі перших було присвоєно звання майстра альпінізму. Був ентузіастом і піонером в справі навчання прикордонників техніки альпінізму. За його пропозицією в 1932—1936 рр. щорічно проводилися збори комскладу прикордонних військ на Тянь-Шані. У 1938 р. організував в ущелині Адирсу Українську школу інструкторів альпінізму і керував нею до початку Німецько-радянської війни. У 1942—1943 рр. проводив збори з підготовки інструкторів альпінізму в Казахстані, в 1943—1945 рр. очолював Школу з підготовки військових інструкторів альпінізму і збори всеобучу в Горельнікові під Алма-Атою, привернув до гірничо-стрілецької підготовки відомих на той час майстрів: В. Коломенського, Є. Колокольникова, В. Миклашевського, Ю. Гудкова, К. Стрекалова, М. Грудзинського. У 1946 р. відродив діяльність Української школи інструкторів альпінізму в Адирсу і керував нею до 1952 р. Цю школу закінчили понад тисяча молодих альпіністів.

## Творчий доробок
Опублікував понад 300 статей з питань альпінізму і десять книг, серед яких: «Практика туризму і подорожей» (М.-Л.: ФиС, 1931); «Хан-Тенгрі» (українською мовою; Харьк.-Одеса, 1934); «Три роки боротьби за Хан-Тенгрі» (українською мовою) (Харьк., Український працівник, 1935); «Керівництво з гірського туризму» (Харків, 1937); «У серці небесних гір» (українською мовою) (Київ, 1960).

## Нагороди
За багаторічну діяльність в області альпінізму був нагороджений орденом «Трудового Червоного Прапора», медаллю «За трудову доблесть», грамотою Верховної Ради Казахської РСР.

## Вшанування пам'яті
Іменем «Погребецький» названо дві вершини на Тянь-Шані: вершина «4219» в Заілійському Алатау і вершина «6487» в меридіональному хребті. Також на його честь названо астероїд 4468 Погребецький.

## Ресурси Інтернета
- Погребецкий Михаил Тимофеевич
- Погребецкий Михаил Тимофеевич